# فريدريك ليزلي
فريدريك ليزلي (بالإنجليزية: Frederick W. Leslie)‏ (و. 1951 – م) هو رائد فضاء، وعالم من الولايات المتحدة الأمريكية . ولد في بنما .

## ريادة الفضاء
شارك في المهمات الفضائية:
- STS-73.

## التعليم
تعلم في جامعة أوكلاهوما